# Costocondrite

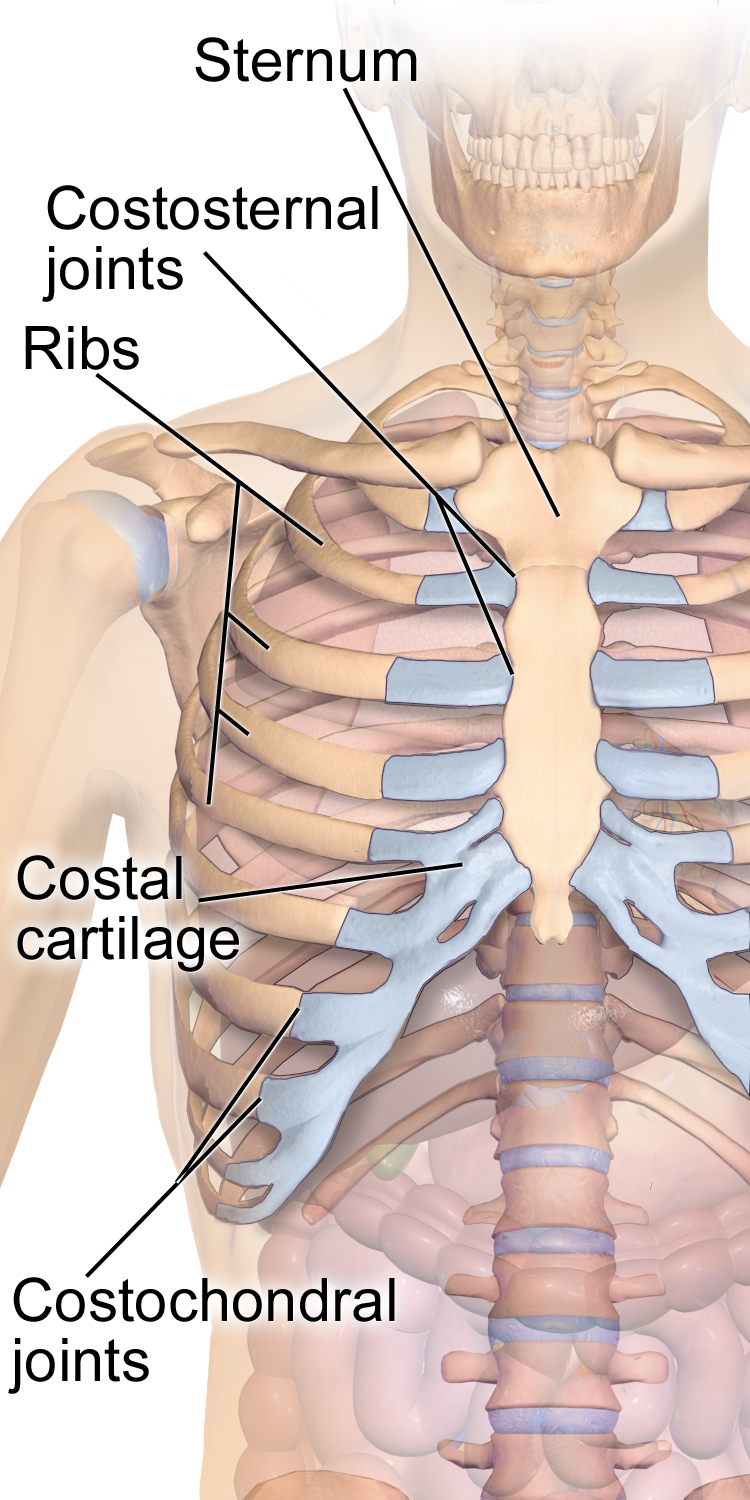
Anatomia da cartilagem costal

A Costocondrite é o nome que se da a uma inflamação causadora de uma dor no torax por vezes relacionada com doenças reumáticas, fibrosite, distensões musculares e a síndromes como a de Tietze. A costocondrite se resume a uma inflamação nas junções das cartilagens costais costocondrais e costoesternais. Normalmente a dor é unilateral variando de média a severa.
Também conhecida como síndrome da dor na parede torácica ou síndrome costosternal, é uma inflamação benigna das articulações costocondrais superiores (costela à cartilagem) e esternocostal (cartilagem ao esterno). 90% dos pacientes são afetados em várias costelas de um único lado, geralmente na 2ª a 5ª costelas. Acredita-se que a condição seja causada por pequenos traumas repetitivos, conhecidos como microtraumas, e em casos raros pode ser causado por um fator infeccioso. A dor torácica é considerada um sintoma de uma emergência médica, e um estudo descobriu que a costocondrite foi responsável por 30% dos pacientes com dor torácica em um serviço de emergência .
O diagnóstico é predominantemente clínico e baseado no exame físico, histórico médico e exclusão de outras condições. Costocondrite é muitas vezes confundida e diagnosticada erroneamente várias outras condições, especialmente a síndrome de Tietze, devido à semelhança na localização e nos sintomas. No entanto, a costocondrite e a síndrome de Tietze são diferenciadas pela ausência de inchaço da cartilagem costal na costocondrite.
A costocondrite é considerada uma condição autolimitada que se resolverá por conta própria. As opções de tratamento geralmente envolvem repouso, analgésicos, como anti-inflamatórios não esteroides (AINEs), gelo, calor e terapia manual. Casos com desconforto persistente podem ser tratados com uma injeção de bloqueio do nervo intercostal utilizando uma combinação de corticosteróides e anestésico local. A condição afeta predominantemente mulheres com mais de 40 anos, embora alguns estudos tenham descoberto que a costocondrite ainda é comum entre adolescentes com dor torácica.

## Apresentação
Costocondrite geralmente se apresenta unilateralmente (um lado), que geralmente é o lado esquerdo. Afeta principalmente a 2ª a 5ª costelas nas articulações esternocostal e costocondral. O sintoma mais comumente relatado de costocondrite é a dor no peito que muitas vezes é exacerbada pelo movimento e pela respiração profunda. A dor é tipicamente disseminada e reproduzível com a palpação do tórax anterior (frontal) nas articulações afetadas. (p171)A dor da costocondrite pode variar entre os indivíduos e é tipicamente descrita como uma dor aguda ou tipo pressão. Também pode ser acompanhada por uma dor irradiada para o ombro, braço, pescoço frontal ou escápula (omoplata). (p550)
A condição geralmente começa gradualmente após tosse repetitiva, atividade física extenuante ou trauma no peito. Os sintomas da costocondrite podem ser recorrentes e durar semanas a meses; no entanto, os casos refratários da doença podem persistir por mais de um ano.
A costocondrite não apresenta calor, eritema ou inchaço da área afetada, cuja presença indicaria a síndrome de Tietze. Além disso, sintomas como taquicardia, hipotensão, dor irradiada, falta de ar, febre, náusea ou tosse produtiva não estão relacionados à costocondrite. Esses sinais justificam uma investigação mais aprofundada para outras causas mais graves de dor no peito.

## Causa
A etiologia exata da costocondrite é desconhecida. Traumas repetitivos menores são propostos como uma causa provável, com fatores de risco como tosse intensa, exercícios e levantamento de peso identificados.
A infecção da articulação costoesternal pode causar costocondrite em casos raros. A maioria dos casos de costocondrite infecciosa é causada por Actinomyces, Staphylococcus aureus, Candida albicans e Salmonella . Em casos raros, a Escherichia coli pode ser uma causa de costocondrite infecciosa.

## Patogênese
A patogênese subjacente ao desenvolvimento da costocondrite permanece incerta. Os mecanismos propostos de dor incluem inflamação neurogênica, desequilíbrios musculares, neuropatia dos nervos intercostais, dor miofascial ou disfunção mecânica.

## Diagnóstico
A costocondrite é predominantemente um diagnóstico clínico somente após a exclusão de condições com risco de vida, com exame físico e histórico médico sendo considerados. Antes que um diagnóstico de costocondrite seja feito, outras causas graves de dor torácica são investigadas. A avaliação adicional para causas cardiopulmonares ou neoplásicas é tipicamente baseada na história, idade e fatores de risco, com diagnóstico por imagem e exames, completados para avaliar emergências com risco de vida. Se houver suspeita de infecção ou condição reumatóide, o trabalho de laboratório pode ser realizado.
Um exame físico avaliará sensibilidade ou dor à palpação, com ausência de calor, eritema ou inchaço. O exame físico pode avaliar se a dor piora com movimentos da parte superior do corpo ou respiração, e pode ser reproduzido com a manobra do galo cantando, a manobra do gancho ou a manobra de flexão horizontal. A história médica é considerada no diagnóstico de costocondrite, como inquérito sobre qualquer trauma recente, tosse, exercício ou atividade envolvendo a parte superior do corpo que possa ter causado os sintomas.

### Diagnóstico diferencial
Emergências médicas com risco de vida que podem estar associadas à dor na parede torácica incluem síndrome coronariana aguda, dissecção da aorta, pneumotórax ou embolia pulmonar. Outras causas cardiopulmonares de dor torácica semelhantes àquelas produzidas pela costocondrite podem incluir, mas não se limitam a, infarto do miocárdio, angina e pericardite. Com costocondrite, a dor geralmente é pior com a respiração, com o movimento ou em certas posições. Normalmente, com outras causas de dor no peito, os indivíduos provavelmente terão dor irradiada, falta de ar, febre, tosse produtiva, náusea, tontura, taquicardia ou hipotensão.
Essas condições serão descartadas usando exames como raios-X, que ajudarão a avaliar pneumonia, pneumotórax, massa pulmonar e outras preocupações. Outros exames, como eletrocardiograma (ECG), podem ser realizados para excluir infecção, isquemia e outras condições. Uma investigação laboratorial pode descartar síndrome coronariana aguda, embolia pulmonar e pneumonia. A costocondrite produzirá resultados normais para esses testes.

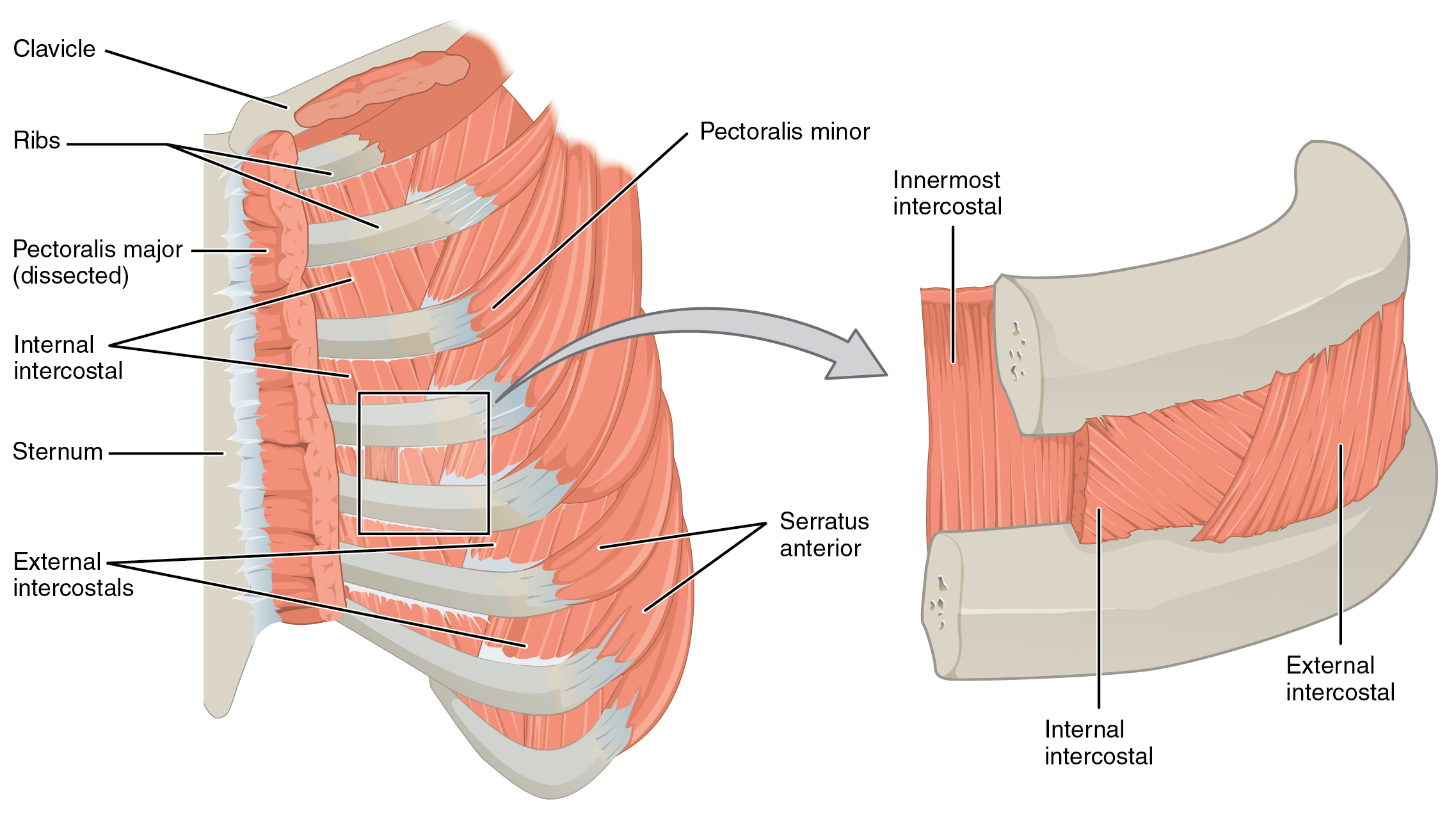
Músculos da parede torácica

#### Musculoesquelético
Existem várias condições musculoesqueléticas semelhantes à costocondrite que muitas vezes são confundidas. Uma dessas condições inclui a síndrome de Tietze, que muitas vezes é confundida com costocondrite devido à semelhança na localização e sintomatologia. Normalmente, a costocondrite é uma condição mais comum que não está associada a nenhum inchaço, afeta várias articulações (geralmente da 2ª a 5ª costelas) e geralmente é observada em indivíduos com mais de 40 anos de idade. A síndrome de Tietze é uma condição mais rara que geralmente apresenta inchaço visível, geralmente afetando uma única articulação (geralmente da 2ª ou 3ª costela) e geralmente observada em indivíduos com menos de 40 anos de idade.
Uma condição semelhante conhecida como síndrome da costela escorregadia também está associada a dor no peito e inflamação da cartilagem costal. Ao contrário da costocondrite, a dor associada à síndrome da costela escorregadia é frequentemente sentida nas costelas inferiores, no abdômen e nas costas, geralmente afetando as junções intercondrais das falsas 8ª a 10ª costelas. Costocondrite é tipicamente experimentada nas junções esternocostais das verdadeiras 2ª a 5ª costelas.
Outras condições musculoesqueléticas que podem causar dor no peito semelhante à costocondrite incluem, mas não estão limitadas a, síndrome xifóide dolorosa, tensão muscular, síndrome da dor miofascial, hérnia de disco torácica e fratura de costela .

#### Outros
- Condições reumatológicas como fibromialgia, síndrome SAPHO, espondilite anquilosante, artrite reumatóide e artrite psoriática podem causar sintomas semelhantes à costocondrite.[7][16]
- Condições relacionadas à oncologia, como neoplasias e derrame pleural mielomatoso, têm sido associadas à dor torácica.[7][22]
- A dor no peito é ocasionalmente experimentada com condições respiratórias, como pleurite, síndrome de captura precordial e pneumonia .[8][16]
- Condições psicogênicas, como transtornos de ansiedade, transtornos de pânico e síndrome de hiperventilação, podem causar dor torácica.[21][23]
- Algumas condições gastroenterológicas podem estar associadas a dor torácica semelhante à costocondrite, como doença do refluxo gastroesofágico e esofagite.[23]
- A deficiência de vitamina D pode ser um diagnóstico diferencial para a costocondrite, pois pode causar dor no peito.[7]
- Dor no peito também foi relatada após o uso de cocaína, o que pode aumentar o risco de várias doenças cardiovasculares.[24]

## Tratamento
Costocondrite é tida como sendo autolimitada, que é uma condição na qual normalmente se resolve por conta própria sem tratamento. Os métodos conservadores são frequentemente o primeiro método para tratar a condição. Se a condição for resultado de trauma ou uso excessivo da extremidade superior, os indivíduos serão instruídos a descansar e evitar atividades. Medicamentos para alívio da dor (analgésicos), como acetaminofeno, ou o uso de anti-inflamatórios não esteróides (AINEs), como ibuprofeno, naproxeno ou meloxicam, podem ser sugeridos para aliviar o desconforto. Se a dor for localizada, ocasionalmente cremes e adesivos contendo compostos como capsaicina, AINEs ou lidocaína podem ser usados. Compressas de calor ou gelo também podem ser usadas para o tratamento.
O acompanhamento ambulatorial também pode ser uma forma de tratamento para a costocondrite. Métodos de terapia manual, como liberação miofascial, técnicas de energia muscular, tensão ligamentar equilibrada (BLT), técnicas de mobilização de costelas e exercícios de alongamento podem ser usados. Além disso, educar o indivíduo com costocondrite sobre sua mecânica corporal, postura e modificação da atividade pode ser benéfico.
Em casos graves em que os sintomas duram um ano ou mais, corticosteróides ou injeções de anestésicos locais podem ser opções.

## Epidemiologia
A costocondrite é uma condição comum que é responsável por aproximadamente 13-36% dos casos de dor torácica aguda em adultos (dependendo do cenário) e de 14-39% para adolescentes. É mais frequentemente vista em indivíduos com mais de 40 anos de idade e ocorre mais frequentemente em mulheres do que em homens.